# Jason Bell
Jason Dewande Bell (1 de abril de 1978) es un exjugador profesional de fútbol americano quién jugó en la Liga de Fútbol Nacional (NFL) para los Cowboys de Dallas, Houston Texans y Gigantes de Nueva York. Bell jugó fútbol universitario en la Universidad de California.

## Primeros años
Bell nació el 1 de abril de 1978 en Long Beach, California. Sus padres son Cortland y Geraldine Bell. Asistió a la preparatoria Robert A. Millikan, donde jugó como quarterback, receptor abierto y esquinero (fútbol americano). En su último año, registró 70 placajes, 5 intercepciones, 19 pases defendidos, un promedio de 26 yardas en retornos de patada inicial, un promedio de 12 yardas en devoluciones de despeje, recibiendo buenas anotaciones en todas las ligas y todas las ciudades. Terminó su carrera escolar con 196 placajes, 12 intercepciones, 38 pases defendidos.